# Móc và néo

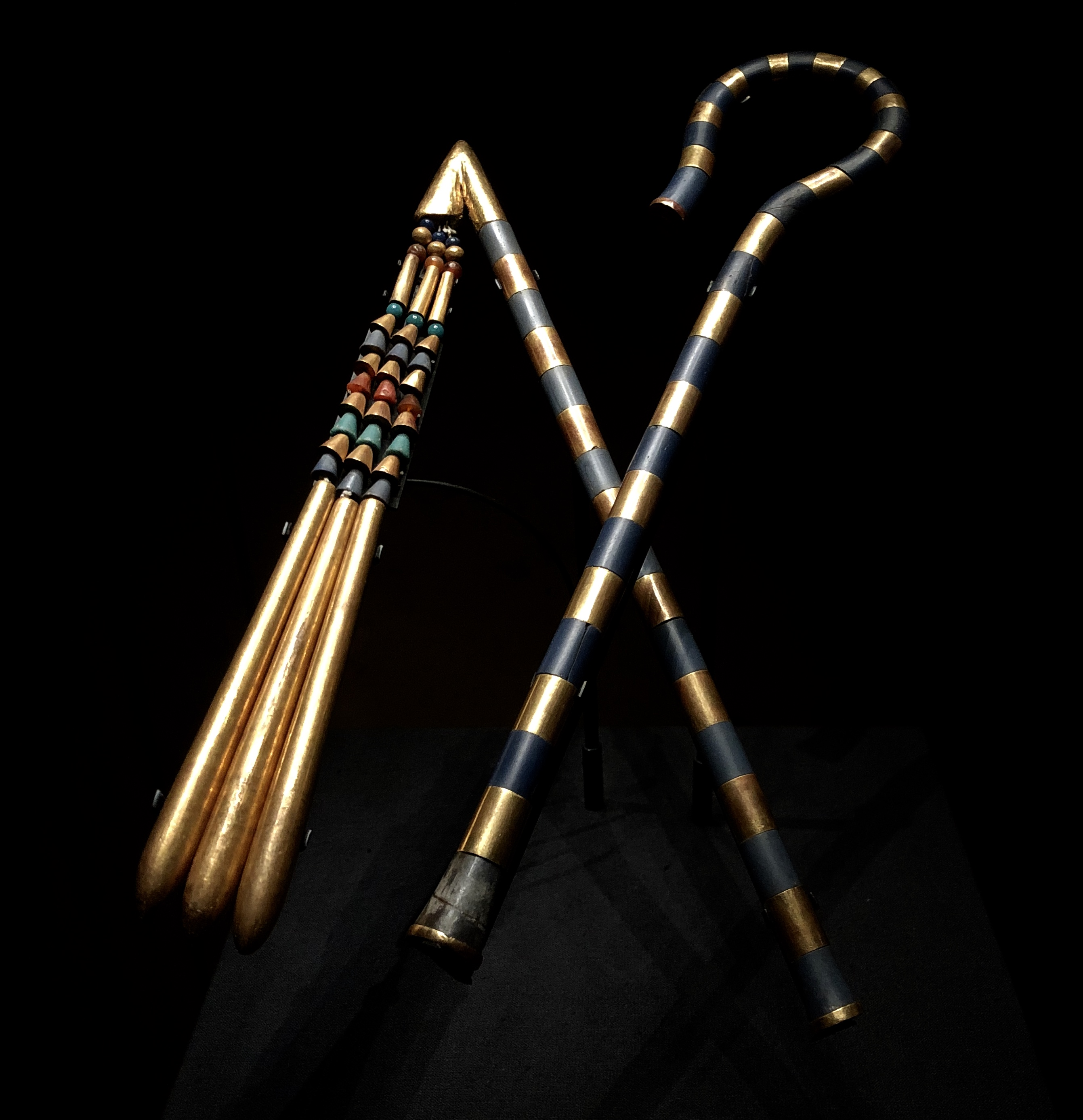
Móc và néo bằng vàng của pharaon Tutankhamun

Móc (heqa, heka) và néo (nekhakha) là hai biểu tượng của vương quyền được sử dụng trong hoàng gia Ai Cập cổ đại. Hình ảnh của hai biểu tượng quyền lực này xuất hiện rất nhiều trên các bức tượng, phù điêu và các tranh vẽ trên giấy cói.

## Ý nghĩa
Biểu tượng móc và néo thường được sơn màu vàng với những dải màu xanh lam quấn xung quanh. Tuy nhiên, hai biểu tượng này đôi khi không xuất hiện cùng nhau, ví dụ như hình ảnh của thần Min, ông chỉ cầm trên tay biểu tượng cây néo và giơ cao.

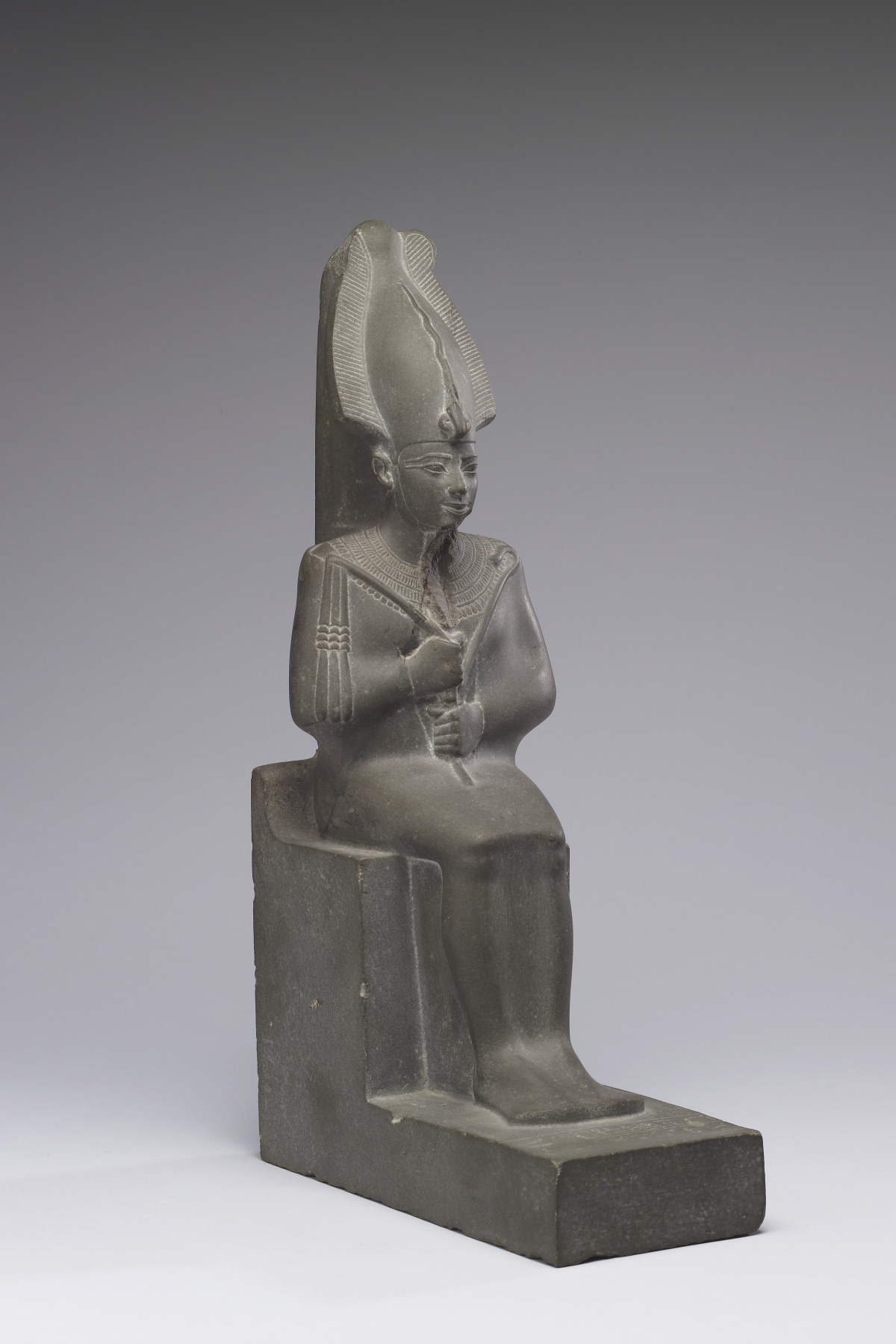
Tượng thần Osiris đang ngồi, tay cầm móc và néo

Biểu tượng "móc", còn được gọi là vương trượng heqa, bắt nguồn từ hình ảnh những cây gậy móc mà những người chăn cừu sử dụng. Biểu tượng "néo", được gọi là nekhakha, có thể bắt nguồn từ hình ảnh của roi da hoặc cây đập lúa (còn được gọi là néo), với một thanh gậy ngắn với ba chuỗi hạt gắn trên đầu. Tuy nhiên, nó cũng có thể là hình ảnh của labdanisterion, một dụng cụ dùng để lùa gia súc ở vùng Cận Đông. Pharaon được ví như người chăn gia súc, còn bầy gia súc ở đây là người dân, vì thế mà móc và néo biểu tượng cho "sự cai trị", và ông ta có quyền ban thưởng hay trừng phạt bất kỳ người nào. Một số nhà Ai Cập học cho rằng, cây néo có thể đại diện cho những vùng đất màu mỡ, được pharaon cai quản.

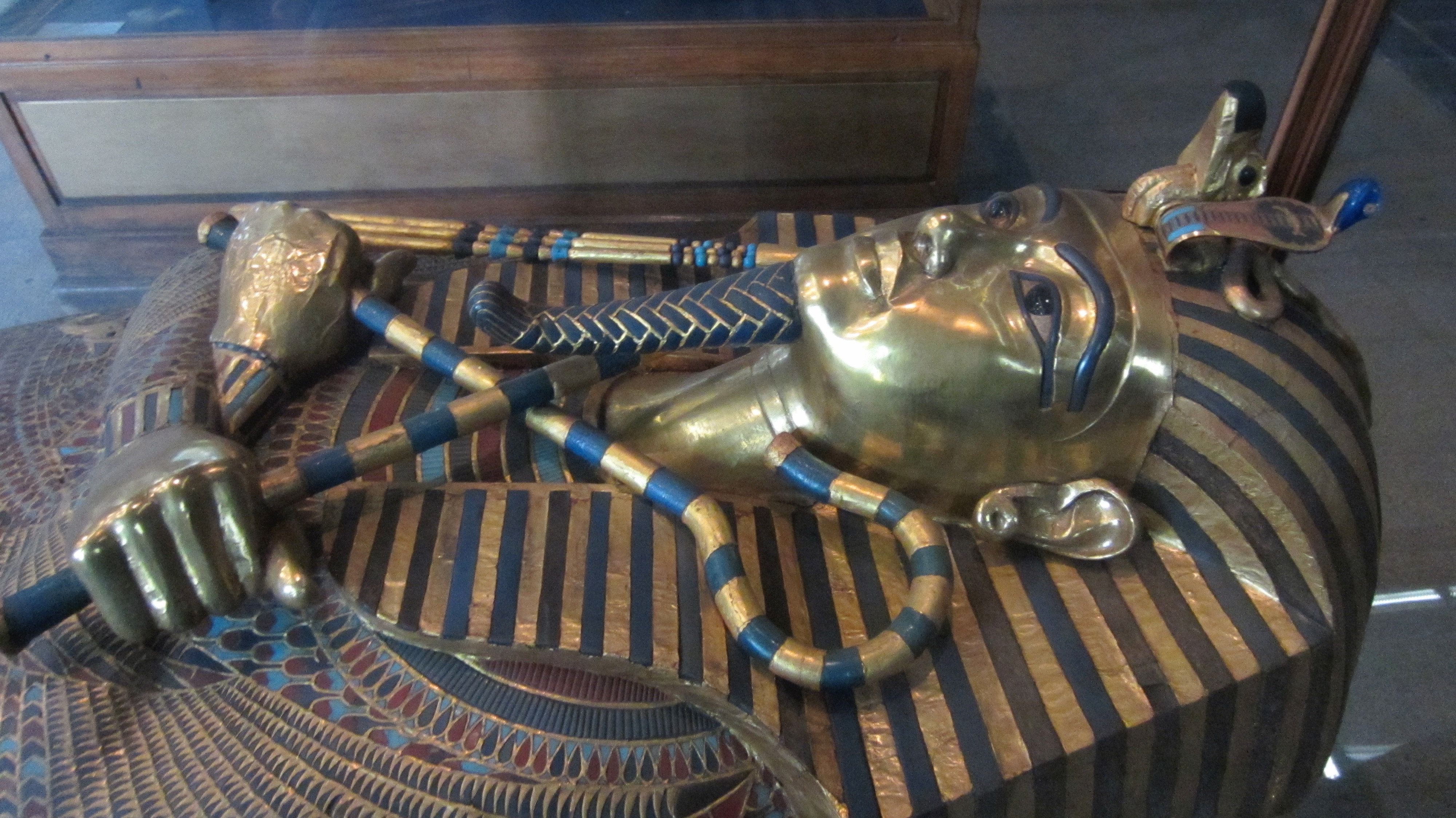
Cỗ quan tài giữa của Tutankhamun. Đôi tay trên nắp quan tài được đan chéo và cầm hai biểu tượng quyền lực.

## Xuất hiện
Trong nghệ thuật, thần Osiris và các pharaon được miêu tả với biểu tượng móc và néo cầm trong tay, và đan chéo tay ngay trước ngực. Các vị vua thường cầm hai biểu tượng này trong các nghi lễ quan trọng, và cả khi băng hà, xác ướp của họ được đặt trong tư thế đan chéo tay để có thể cầm hai biểu tượng này về thế giới bên kia.
Hình tượng cây néo xuất hiện đơn lẻ trên một số điêu khắc có niên đại khá sớm. Hình ảnh một vị vua giữ trên tay một cây néo xuất hiện trên một cán dao có niên đại từ thời kỳ Naqada III (được lưu giữ tại Viện bảo tàng Mỹ thuật Metropolitan). Vua Narmer cũng cầm biểu tượng quyền lực này, được thể hiện trên đầu chùy và phiến đá Narmer của ông. Con ấn của vua Djedefre cũng khắc hình ảnh của vị vua này cầm biểu tượng néo trên tay.

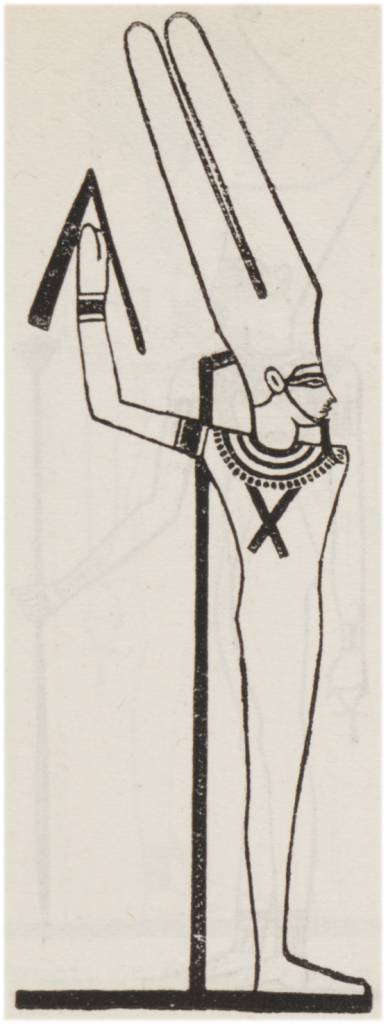
Thần Min và biểu tượng cây néo.

Hình tượng cây gậy móc được phát hiện sớm nhất là tại ngôi mộ U-547 ở Abydos, có niên đại từ thời kỳ Naqada II. Những gì còn sót lại chỉ là nửa phần trên của một cây móc bằng đá vôi. Hình ảnh sớm nhất được tìm thấy còn nguyên vẹn của biểu tượng này là ở một ngôi mộ khác cũng trong nghĩa trang Abydos, ngôi mộ U-j của vua Scorpion I. Cây móc bằng ngà được tìm thấy ở góc đông bắc của phòng mộ. Tượng của vua Nynetjer là hình ảnh sớm nhất khắc họa một vị vua cầm trên tay biểu tượng này, và trên tay còn lại của ông cầm biểu tượng cây néo.

## Sách tham khảo
- Toby A. H. Wilkinson (2002), Early Dynastic Egypt, Nhà xuất bản Routledge ISBN 9781134664207
- Margaret Bunson (2014), Encyclopedia of Ancient Egypt, Nhà xuất bản Infobase Publishing ISBN 9781438109978
- Carmella Van Vleet (2014), Great Ancient EGYPT Projects: You Can Build Yourself, Nhà xuất bản Nomad Press ISBN 9781936749195